# Glasbach (Große Laine)
Der Glasbach bildet zusammen mit dem Staffelbach einen der Quellflüsse der Großen Laine bei der Lainlalm. Er entsteht in mehreren Gräben an den Südhängen der Glaswand.